# Georgina Izquierdo Montalvo
Georgina Izquierdo Montalvo (Estado de México) es una química e investigadora cuyas principales líneas de trabajo son la geoquímica, geoquímica analítica y sistemas hidrotermales. Es la primera directora general del Instituto Nacional de Electricidad y Energías Limpias y ha sido reconocida como una de las 100 líderes del sector energético en México por la Revista Petróleo y Energía.

## Trayectoria
Realizó sus estudios de la licenciatura en Química en la Universidad Nacional Autónoma de México, egresando en 1976. En la misma universidad llevó a cabo su curso de maestría en Cerámica dentro la facultad de Química. En 1982 egresó del doctorado en Química del Estado Sólido de la Universidad de Aberdeen en Escocia.
Ejerció como ayudante de investigador en la Facultad de Ciencias de la UNAM de 1976 a 1977. Es investigadora de la Gerencia de Geotermia del Instituto Nacional de Electricidad y Energías Limpias (antes IIE) desde 1981. Fue responsable del laboratorio de rayos-x y emisión, así como del laboratorio de petrografía y microtermometría. Sus principales líneas de investigación son la geoquímica analítica y la interacción agua-roca (mineralogía hidrotermal) y la petrología ígnea (sistemas hidrotermales).
Ha participado y dirigido diversos proyectos de investigación y desarrollo, para la Comisión Federal de Electricidad, con el objeto de contribuir a la solución de problemas durante las etapas de exploración y desarrollo de sistemas geotérmicos hidrotermales.
Así mismo, ha colaborado en proyectos macro apoyados por fondos CONACYT-SENER con el Centro Mexicano de Innovación en Energía Geotérmica y Gemex y realizado diversas estancias de investigación en centros internacionales como el U.S. Geological Survey; el Centro de Investigación en Geología de Materias Primas Minerales y Energéticas (Centre de Recherches sur la Géologie des Matières Premières Minérales et Energétiques) en Francia; la Universidad Complutense en España; la Universidad de Kyushu en Japón y la Universidad de California Riverside. Ha participado en congresos y ha publicado en revistas técnicas especializadas nacionales e internacionales.

Fue encargada del despacho de la Gerencia de Geotermia del INEEL y es integrante permanente del Comité de Ética de este instituto.  Es integrante y  fundadora y ha sido presidente y vicepresidente del Instituto Nacional de Geoquímica (INAGEQ) de 1992-1994. Así mismo, es integrante fundador de la Asociación Mexicana de Geotermia de 2011-2017 donde también ha sido presidenta, vicepresidenta y secretaria, así como del grupo directivo de la Asociación Geotérmica Internacional (IGA).
“He sido miembro de la IGA desde el día en que se formó. IGA se ha convertido en la asociación geotérmica más grande que promueve y contribuye al desarrollo geotérmico a nivel mundial. IGA es el mejor canal para comunicarse con la comunidad geotérmica de todo el mundo, promover actividades, realizar investigaciones, conocer los usos y desarrollo de la energía geotérmica” 
Como presidenta del INEEL ha apoyado a la creación del área natural protegida "Parque Barranca Chapultepec" en el estado de Cuernavaca, con el propósito de que sea autosuficiente en la generación de su propia energía eléctrica.

## Controversias
Durante su gestión, el INEEL atravesó una severa crisis económica, en la que se llegó al punto de que no había recursos para pagar la nómina del INEEL. Por instrucciones de Rocío Nahle, en ese entonces secretaria de Energía, procedió a un recorte de personal en el INEEL de más del 40%, despidiéndose preferentemente a investigadores cerca de la jubilación o con más de 20 años en la institución, mientras que los directivos y administrativos casi no fueron tocados. A los investigadores despedidos se les prometía pagar el finiquito después de 8 meses, el cual no se les pagaba, y tampoco podían demandar ante conciliación y arbitraje por pasar los 6 meses que estipula la ley.

## Reconocimientos
Ha sido incluida en la revista Petróleo y Energía en su edición 134 (diciembre 2021-enero 2022) como una de las 100 líderes del sector energético en México por su trayectoria profesional a lo largo de más de 45 años de labor en el INEEL así como investigadora de la Gerencia de Geotermia, responsable de laboratorios, por su participación en proyectos nacionales e internacionales